# Danielle Cravenne
Danielle Cravenne, née Bâtisse le 26 juillet 1938 à Paris (15e arrondissement) et morte le 18 octobre 1973 à Marignane (Bouches-du-Rhône), est connue pour avoir détourné le vol Paris-Nice du 18 octobre 1973 afin de tenter l'annulation de la sortie du film Les Aventures de Rabbi Jacob de Gérard Oury, dont son mari Georges Cravenne est chargé de la promotion. La Française est tuée par balles à l'aéroport de Marseille après l'assaut de la police.

## Biographie
En 1968, Danielle Cravenne se convertit au judaïsme en épousant Georges Cravenne (1914-2009), producteur et publicitaire français. Le couple a deux enfants  âgés de 6 et 4 ans.
En 1973, Georges Cravenne est chargé de la promotion du film Les Aventures de Rabbi Jacob de Gérard Oury qui raconte l'histoire d'un industriel antisémite et raciste incarné par Louis de Funès se faisant passer pour un rabbin orthodoxe pour échapper à ses poursuivants arabes. Le 17 octobre 1973 est la date prévue de sortie du film. La guerre du Kippour qui oppose Israël à une coalition menée par l'Égypte et la Syrie vient d'éclater,.
Bien que devenue Juive, Danielle Cravenne est particulièrement touchée par le conflit qui vient de surgir. Elle se sent également proche des Palestiniens : la guerre du Kippour vient ainsi bouleverser son esprit psychologiquement fragile. Elle était, quelque temps plus tôt, soignée pour une « dépression nerveuse ». Sa situation n'était pas connue de tous, Gérard Oury décrivant ainsi comment il la voyait : « Jolie, élégante, trente-cinq ans, deux enfants que le couple chérit, les Cravenne donnent l'image du bonheur ».
Les jours précédant la sortie en salle, Gérard Oury reçoit des billets anonymes à son appartement rue de Courcelles demandant « Il ne faut pas projeter Rabbi Jacob, je vous en conjure, annulez tout ». Le cinéaste pense a posteriori que ces billets l'implorant de ne pas sortir son film, qu'il prenait pour une plaisanterie, sont de Danielle Cravenne.
Danielle Cravenne se met en tête de détourner un vol pour se faire entendre. Elle avoue son projet la veille à une amie, qui n'y croit pas. Les détournements d'avion sont alors très fréquents à cette époque, notamment menés par des femmes palestiniennes.
Elle se dit fatiguée auprès de son mari et prévoit de se reposer quelques nuits à l'auberge de « La Colombe d'or » située à Saint-Paul-de-Vence (Alpes-Maritimes). Le 18 octobre 1973, le jour-même de la sortie en salle des Aventures de rabbi Jacob, Danielle Cravenne, accompagnée de son chien, passe les contrôles de sécurité de l'aéroport d'Orly en dissimulant une carabine 22 long rifle et un pistolet. À 11 h 45, le Boeing 727 d'Air France quitte le tarmac francilien en direction de Nice. 
Durant le trajet, quelques moqueries sont émises par les passagers à son encontre concernant son manteau de vison. Elle se lève de son siège en direction des toilettes. Lorsqu'elle en ressort, armée d'une carabine et d'un revolver (qui se révèlera factice), elle détourne le vol d'Air France faisant la liaison Paris-Nice. Croyant toujours que le film de Gérard Oury est « pro-sioniste », elle réclame l'annulation de sa sortie en salles ainsi que d'autres revendications en rapport avec le conflit moyen-oriental et demande à atterrir au Caire en Égypte. Elle menace de faire écraser le Boeing sur l'usine de Pierrelatte. Le pilote négocie alors une escale à Marseille pour un approvisionnement en kérosène, et l'avion se pose à 12 h 32 à l'aéroport de Marignane. Danielle Cravenne fait débarquer les 110 passagers. Elle retient le commandant de bord et le chef de cabine,.
Les autorités jugent ses revendications et explications « incohérentes » et estiment qu'ils ont affaire à une « déséquilibrée », tandis que Danielle Cravenne écrit « Je ne suis pas folle. Mais je ne suis pas d'accord avec le gouvernement »,. 
Après trois heures de négociations, elle demande un repas et trois membres du Groupe d'intervention de la Police nationale (GIPN), usurpant les rôles du personnel de restauration, montent à bord. Elle aurait mis l'un d'entre eux en joue, celui-ci tirant alors deux balles, la première dans la poitrine et la seconde dans la tête. Les ambulanciers la découvrent recroquevillée dans un coin encore en vie.
À l'âge de 35 ans, Danielle Cravenne meurt lors de son transfert à l'hôpital,.
Après cette tragédie, Georges Cravenne et ses avocats, Robert Badinter et Georges Kiejman intentent une action de justice contre l'État français, le 18 mai 1974 mais elle est déboutée au motif des fragilités psychologiques de la preneuse d'otages.
Cravenne explique plus tard à Oury que s'il avait montré le film à sa femme avant sa sortie, elle n'aurait probablement pas commis ce détournement.
Deux ans après les faits, Cravenne poursuit le Trésor public au tribunal civil pour obtenir une indemnité d'un franc symbolique. L'Aurore du 22 mai 1975 rapporte le point de vue de son avocat : « Le commandant de bord, apprenant que l'ordre d'assaut était donné, a estimé que ce n'était pas opportun, précise l'avocat qui s'attache ensuite à montrer que, contrairement à ce qui fut dit, Danielle n'a pas tiré sur le policier. La preuve en est que le chargeur a été retrouvée intact et complet et qu'aucune trace de ce soi-disant projectile n'a été retrouvée. Fallait-il donc la tirer comme un lapin ? »,. Leurs arguments[Par qui ?] sont que la pirate de l'air a agi en état de dérèglement mental, et qu'au bout d'un certain moment, il aurait été possible de la désarmer.

## Reportage
Dans un reportage, « Danielle Cravenne, destin funeste », diffusé sur l'ORTF, le préfet pour la police des Bouches-du-Rhône indique les revendications de la preneuse d'otages « Elle a réclamé 15 000 litres de kérosène pour partir. Elle voulait se poser dans des régions ahurissantes puis elle a demandé à manger ». 
Il décrit ensuite les circonstances de la prise d'assaut : « Trois hommes du GIPN ont pu pénétrer dans l'avion. Subitement, elle a mis en joue un de mes hommes qui a eu le réflexe de dégainer et de tirer, la blessant gravement ». En évoquant la légitime défense, un journaliste demande si le policier était vraiment menacé, le préfet répond « Oui, un de mes hommes a été mis en joue et la vie du steward était en jeu ».

## Postérité
Dans son roman Fourrure, paru en 2010, Adélaïde de Clermont-Tonnerre mentionne le détournement d'avion et l'un de ses personnages qualifie Danielle Cravenne de « pauvre folle ».